# Atlas Genius
Atlas Genius é uma banda de rock alternativo de Adelaide, Sul da Austrália. A banda é formada pelo vocalista e guitarrista Keith Jeffery, Michael Jeffery na bateria e Darren Sell no teclado.

## História
Seu single de estreia, "Trojans", foi lançado em 4 de maio de 2011 e nos Estados Unidos, o vídeo estreou no programa 120 Minutes da MTV2 em 13 de janeiro de 2012. O single esteve na rotação do canal Alt Nation da Sirius XM Radio. "Trojans" recebeu críticas favoráveis de críticos de música, a Clixie Music chamou a canção de "um grande batedor". Outros críticos chamou a canção de "esperto" e "um sólido verão improvisado". Nos Estados Unidos, ele entrou na parada da Billboard Alternative Songs, chegando na posição #4. A canção entrou no airplay da XFM e da Radio One, no Reino Unido, e chegou na posição #82 no Alternative Airplay Chart. Keith Jeffery descreveu a sua música como influência por bandas como Death Cab for Cutie, The Police e Beck.
O grupo assinou contrato com a Warner Bros. Records e lançaram seu primeiro EP, Through the Glass em 12 de junho de 2012. Para divulgar o seu EP, eles embarcaram em uma turnê pelos EUA durante agosto e setembro de 2012. A faixa "If So" é destaque no Fifa 13. A banda está atualmente em sua primeira turnê norte-americana, que se concluirá com a banda entrando em seu estúdio pessoal para começar a trabalhar em seu segundo álbum.

## Discografia

### Álbuns de estúdio
| Ano                                                                                         | Detalhes do álbum | Melhores posições | Melhores posições | Melhores posições |
| Ano                                                                                         | Detalhes do álbum | US                | US Alt            | US Rock           |
| ------------------------------------------------------------------------------------------- | --- | ----------------- | ----------------- | ----------------- |
| 2013                                                                                        | When It Was Now - Lançamento: 19 de fevereiro de 2013 - Gravadora: Warner Bros. Records - Fomartos: CD, download digital | 34                | 10                | 11                |
| 2015                                                                                        | Inanimate Objects - Lançamento: 28 de agosto de 2015 - Gravadora: Warner Bros. Records - Fomartos: CD, download digital  | 150               | 20                | 28                |
| "—" denota itens que não entraram nas tabelas musicais ou não foram lançados no território. | |                   |                   |                   |

### Extended plays
| Ano  | Detalhes do álbum                                                                                                   |
| ---- | --- |
| 2012 | Through the Glass - Lançado: 1 de agosto de 2012 - Gravadora: Warner Bros. Records - Formatos: CD, download digital |

### Singles
| Ano                                                                                         | Título     | Melhores posições | Melhores posições | Melhores posições | Melhores posições | Álbum           |
| Ano                                                                                         | Título     | US Alt            | US Rock           | CAN Alt           | CAN Rock          | Álbum           |
| ------------------------------------------------------------------------------------------- | ---------- | ----------------- | ----------------- | ----------------- | ----------------- | --------------- |
| 2012                                                                                        | "Trojans"  | 4                 | 17                | 3                 | 47                | When It Was Now |
| 2013                                                                                        | "If So"[A] | 9                 | —                 | —                 | —                 | When It Was Now |
| "—" denota itens que não entraram nas tabelas musicais ou não foram lançados no território. |            |                   |                   |                   |                   |                 |

Notas
- A ^ Single único.